# Glasbius
Glasbius is een geslacht van uitgestorven buideldierachtigen en het enige geslacht uit de familie Glasbiidae. Dit dier leefde in het Laat-Krijt in Noord-Amerika.
Er zijn twee soorten, G. intricatus en G. twitchelli. Fossielen van Glasbius zijn gevonden in de Lance Creek-, Hell Creek-, Frenchman- en Kirtland-formatie in de Verenigde Staten en Canada. Glasbius was vermoedelijk een van de eerste frugivoren (vruchteneters), samenvallend met de ontwikkeling van de eerste bloeiende planten in het Krijt. De Glasbiidae is de zustergroep van Roberthoffstetteria uit het Paleoceen van Zuid-Amerika.